# Adolfo Franci
Adolfo Franci (* 27. November 1895 in Florenz, Toskana; † 31. Januar 1954 in Rom, Latium) war ein italienischer Drehbuchautor, der einmal für den Oscar für das beste Originaldrehbuch nominiert war und einmal das Nastro d’Argento des Sindacato Nazionale Giornalisti Cinematografici Italiani (SNGCI) gewann.

## Leben
Franci arbeitete 1942 als Drehbuchautor erstmals mit Vittorio De Sica zusammen, und zwar bei dessen Filmkomödie Un garibaldino al convento mit Leonardo Cortese, María Mercader und Carla Del Poggio. Er verfasste bis 1953 die Drehbücher für dreizehn Filme.
Bei der Oscarverleihung 1948 war er zusammen mit Sergio Amidei, Cesare Giulio Viola und Cesare Zavattini für den Oscar für das beste Originaldrehbuch nominiert für den ebenfalls von De Sica inszenierten Spielfilm Schuhputzer (Sciuscià, 1946), in dem Franco Interlenghi, Rinaldo Smordoni und Emilio Cigoli die Hauptrollen spielten.
1949 gewann Franci zusammen mit Cesare Zavattini, Vittorio De Sica, Suso Cecchi D’Amico, Oreste Biancoli und Gerardo Guerrieri das von der Sindacato Nazionale Giornalisti Cinematografici Italiani (SNGCI) vergebene Silberne Band für das beste Drehbuch (Nastro d’Argento alla migliore sceneggiatura), und zwar für den erneut von De Sica inszenierten neorealistischen Film Fahrraddiebe (Ladri di biciclette, 1948) mit Lamberto Maggiorani, Enzo Staiola und Lianella Carell.

## Auszeichnungen
- 1948: Nastro d’Argento alla migliore sceneggiatura

## Filmografie (Auswahl)
- 1942: Un garibaldino al convento
- 1944: I bambini ci guardano
- 1946: Ehemann auf Bestellung (Il marito povero)
- 1946: Schuhputzer (Sciuscià)
- 1948: Fahrraddiebe (Ladri di biciclette)
- 1951: Das Wunder von Mailand (Miracolo a Milano)
- 1953: Cavallina storna